# Barleria albipilosa
Barleria albipilosa là một loài thực vật có hoa trong họ Ô rô. Loài này được Hainz mô tả khoa học đầu tiên năm 1955.